# Maffeo Verona
Maffeo Verona (Verona, intorno al 1574 – Venezia, 1618) è stato un pittore italiano.

## Biografia

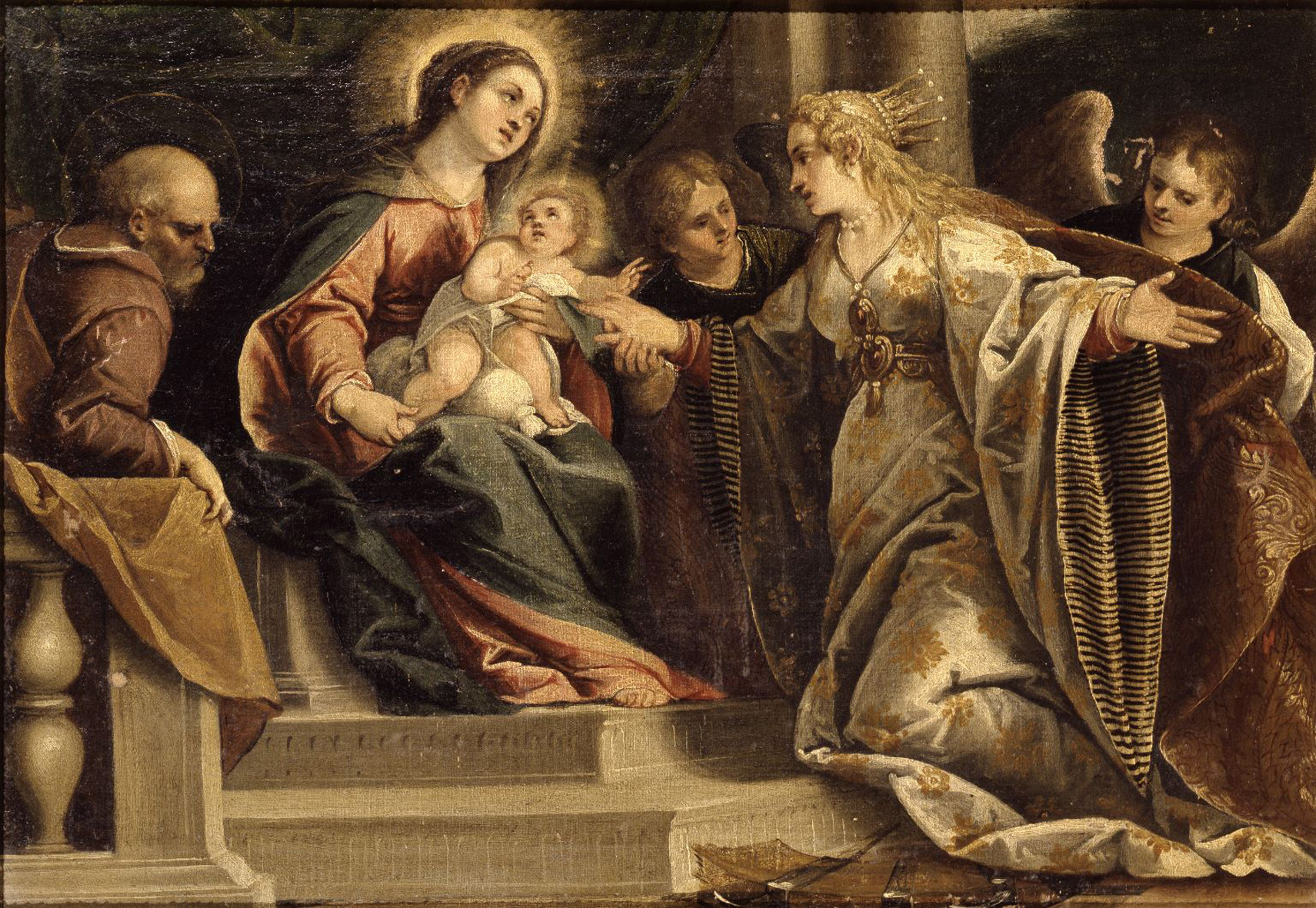
Nozze mistiche di santa Caterina, Accademia Carrara, Bergamo.

Nato a Verona, svolse la maggior parte della sua attività a Venezia, dove venne in contatto con il locale ambiente pittorico. Il suo stile pittorico oscilla tra tendenze veronesiane, per suggestione del suo maestro nonché suocero Alvise del Friso, e le ultime lezioni tintorettesche legate all'esperienza di Palma il Giovane, il più celebre pittore contemporaneo.
Nel 1609 ricevette l'incarico per l'allestimento funebre di Ferdinando I de' Medici, granduca di Toscana, nella cappella dei Fiorentini in Santa Maria dei Frari.
Nel 1610 iniziò a lavorare presso la Basilica di San Marco per i modelli dei mosaici esterni e per la copertura della Pala d'oro, lavori che continuarono fino alla sua morte. Le quattro lunette superiori della facciata (1616-17) si ricollegano ancora alle consolidate tradizioni cinquecentesche per i modelli compositivi, in contrapposizione con la contemporanea corrente naturalistica.

## Opere
- Sposalizio della Vergine e Morte di san Giuseppe, Cappella di san Marco, Duomo, Udine
- Storie della Vergine, Udine
- Misteri del Rosario, Bergamo, Accademia Carrara
- Assunta, 1600, Treviso, Museo Diocesano
- Stendardo processionale con l'Assunzione di Maria Vergine, 1612, olio su tela, Museo Adriano Bernareggi, Bergamo
- Stendardo processionale con Maria in trono, angeli e donatori, Casale Monferrato, Museo Civico
- Adorazione dei Magi, Parma, Galleria nazionale
- Nascita della Vergine, Venezia, Chiesa di San Moisè
- Martirio di sant'Orsola, chiesa di Santa Maria Annunciata, Serina[1]
- Cristo incorona Santa Caterina da Siena, Casa Secolare delle Zitelle, Udine